# Ludovico Limentani
Ludovico Limentani (né le 18 août 1884 à Ferrare et mort le 7 juillet 1949  à Dolo) est un philosophe italien.

## Biographie
Au début positiviste, pour sa formation ont été importantes les rencontres avec le psychologue Roberto Ardigò, le mathématicien Giovanni Vailati et le philosophe Giovanni Marchesini . 
Il a enseigné à l'Université de Florence où il eut comme collègues Alessandro Levi et Francesco De Sarlo et étudiants importants comme Kurt Heinrich Wolff, Eugenio Garin et Aurelio Pace historien de l'Afrique contemporaine de l'UNESCO et père de l'artiste Joseph Pace. 
Fondamentaux sont ses études sur La prédiction des faits sociaux et sur la morale de Giordano Bruno. 
En tant que Juif Limentani a été retiré de l'université à cause des lois raciales fascistes de 1938,. 